# 法绍达事件
法绍达事件（Fashoda Incident），或譯法碩達事件，是發生於1898年在英国和法国之間，东非的帝国主义殖民地争夺的最高潮。两国陷入了国际争端，但最终以英国的外交胜利告终。这使得法国外交遭遇了所谓法绍达综合症。

## 背景
在十九世纪晚期，非洲迅速地成为欧洲列强的殖民地。非洲史的这一时期通常称为瓜分非洲。两个主要涉及这次瓜分的殖民力量为英国和法国（葡萄牙、德国和比利时也占据了一些殖民地）。
法国的殖民化推进方向主要是从大西洋沿岸向内地推进。（从今日的塞内加尔向东推进，沿着撒哈拉沙漠的南端穿过萨赫勒地区，殖民地包括现代的塞内加尔、马里、尼日尔和乍得）。他们的最终目标在于建立横跨尼罗河和尼日尔河之间的殖民地，通过控制穿过撒哈拉沙漠的一切骆驼商路，从而控制经过萨赫勒区域的一切贸易。
而英国则想要把在南部非洲的殖民地（现代的南非、博茨瓦纳、津巴布韦和赞比亚），和东非的殖民地（现代肯尼亚）通过尼罗河流域连成一体。特别是在英国控制埃及之后，苏丹是实现这一野心的关键。这条穿过非洲的红线（一条拟议的铁路，见开罗-开普敦铁路）由英国和南非的政治力量而組成，例如強烈支持英國在非洲的殖民擴張的塞西尔·罗德斯爵士。
当罗德斯从开普敦到开罗画一条线，而另外一位从达喀尔向法属索马里画一条线（现今的吉布提）直接红海海角时，这两条线在东苏丹法绍达的附近相撞了。法绍达在战略上的意义就这样得到了解释。这便是法绍达的意义。毫无疑问，法兰西的东西线和英国的南北线是不能共存的；只有能够占据两线的相交处的国家才能实施它的计划。
法绍达也与埃及问题有关系；关于英国占领埃及的合法性的争论已经在英法之间持续了很久。自1882年以来，许多法国政客，特别是殖民党人，开始后悔不参与英国占领埃及的决定。他们希望强迫英国离开，并且认为一个上尼罗河的殖民前哨站能为法国炮艇提供一个基地。反过来期望英国放弃埃及。另外，提议计划修建一个大坝阻断尼罗河河水以强迫英国离开。这个计划雖然不切乎实际，但这个计划成功驚動了许多英国官员，使他们想尽办法以保护尼罗河。

## 僵局

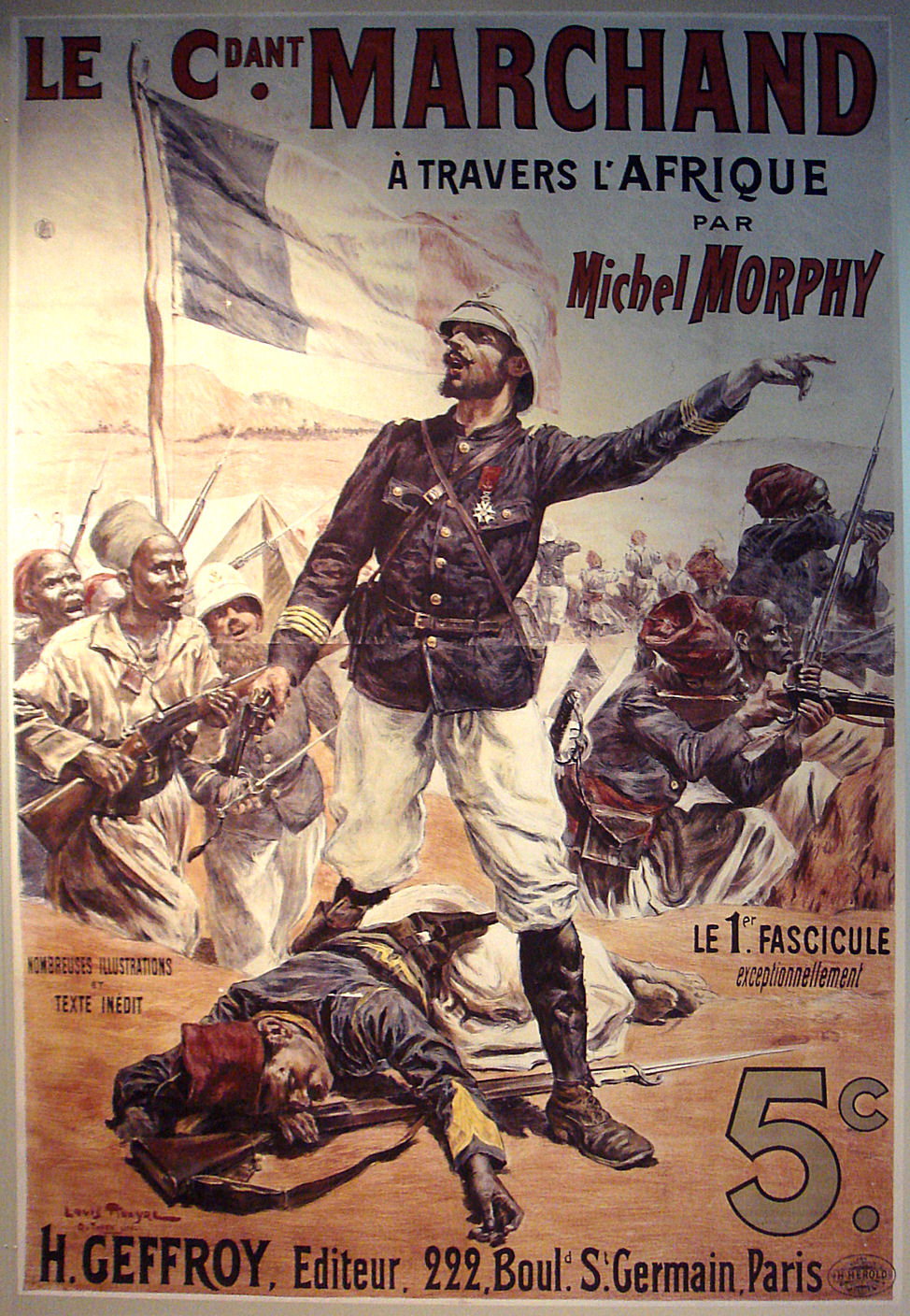
同时代人描述马尔尚少将穿越非洲的插图

一支有150土著士兵的法国军队在简-巴普迪斯特·马尔尚（jean-Baptiste marchand）少将的指挥下从布拉柴维尔出发来保护作为法国附属地的法绍达地区。他们将在那见到从东方穿过埃塞俄比亚来的远征队，从吉布提出發由克里斯蒂安·德·邦象（Christian de Bonchamps）领导，他是到加丹加的阶梯远征队的老兵。
在穿越非洲心脏的14个月长途跋涉之后马尔尚远征军在1898年7月10日到达目的地，但邦尚远征队被埃塞俄比亚人阻拦以致不能按时到达。然后又在巴洛峡谷遭遇了事故。九月十八日，一支英国炮艇舰队到达了孤立的法绍达要塞，舰队由赫伯特·基奇纳率领，麾下有贺拉斯·史密斯-道林恩，他的回忆录成为了资料的来源之一。作为一位刚刚在恩图曼战役中战胜马赫迪苏丹的英埃军队指挥官，他在埃及总督的名义下正在进行苏丹的再征服。在交涉中双方都表现得很礼貌，但是都坚持对法绍达的权利。
这次会议的消息传到了巴黎和伦敦，这使得双方的帝国颜面都受到了伤害。广泛传播的公愤紧随其后，每一方都在指责对方赤裸裸的扩张主义和侵略行径。这场危机在整个九月和十月持续，两国都在动员以备战争。

## 英国外交胜利
在海军方面，实力天平严重倒向英方，事实上，法方代表明白危机的后果。法国海军装备品質低劣且组织不善，而英国皇家海军在质和量上占优势。法国陆军的规模遠小於英國陸軍，僅有英軍的十分之一，而且没有法国海军的支援便无能为力。
这事实无疑对法國外交部新任部长泰奥菲勒·德爾卡塞十分重要，他敏锐意识到得到英国的友谊对未来可能的德法冲突非常重要，与英国发生殖民战争毫无意义。因此他强烈指出和平决议对危机的重要性。人们也开始怀疑为了如此遥远的地方发动战争的意义。在法国，德雷福斯事件讨论的重开使得公众的大量注意力从苏丹转移开。在10月3日，法国政府低调下令撤离法軍。

## 影响

科多克，原来的法绍达，坐落于白尼罗河河畔。这便是今日苏丹的边境。

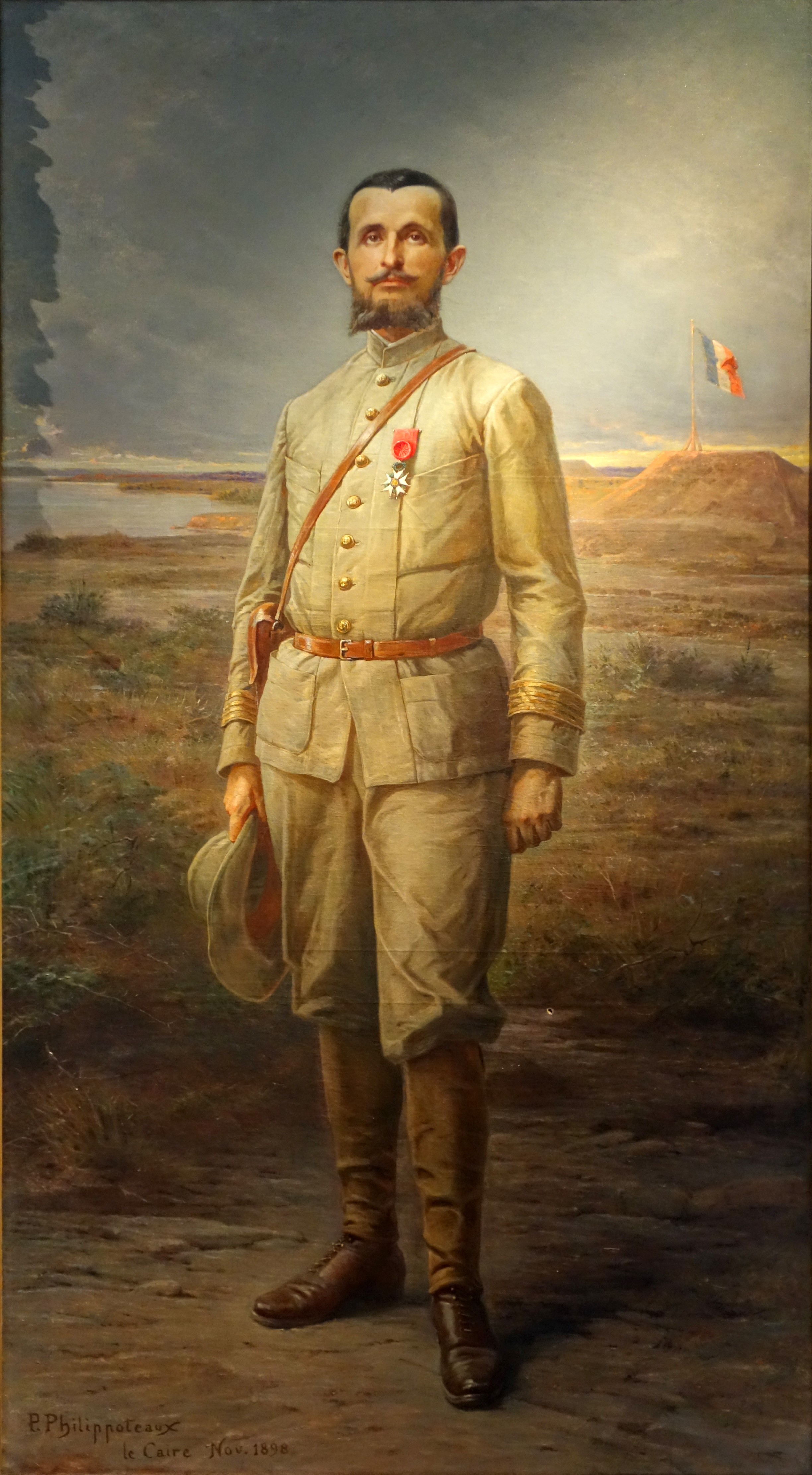
在法绍达的马尔尚少将

1899年5月，英国和法国同意以尼罗河和刚果河为界划定势力范围。自由主义历史学家认为事件的和平解决和德国的崛起是政府间谅解的先声。无论如何，这是英法间最后一次严重的殖民地争端。

## 拓展阅读
- Bates, Darell The Fashoda incident of 1898: encounter on the Nile. Oxford: OUP, 1984, ISBN 0-19-211771-8.
- Churchill, Sir Winston（1902）. The River War: An Account of the Reconquest of the Sudan. Chapter 17 is devoted to Fashoda, covering actions on the ground more than international diplomacy. It is available online at: Project Gutenberg Edition of The River War （页面存档备份，存于）.
- Levering Lewis, David The Race to Fashoda: European Colonialism & African Resistance in the Scramble for Africa. New York: Weidenfeld & Nicolson, 1987,ISBN 1-55584-058-2.（UK, Bloomsbury, 1988）
- Massie, Robert K.（1991）. Dreadnought: Britain, Germany, and the Coming of the Great War. New York: Random House, ISBN 0-394-52833-6.
- Smith-Dorrien, Sir Horace, Memories of Forty-Eight Years' Service, John Murray, 1925.—Eyewitness in charge of British artillery.
- Wright, Patricia Conflict on the Nile: the Fashoda incident of 1898. London: Heinemann, 1972, ISBN 0-434-87830-8.